# Ystad

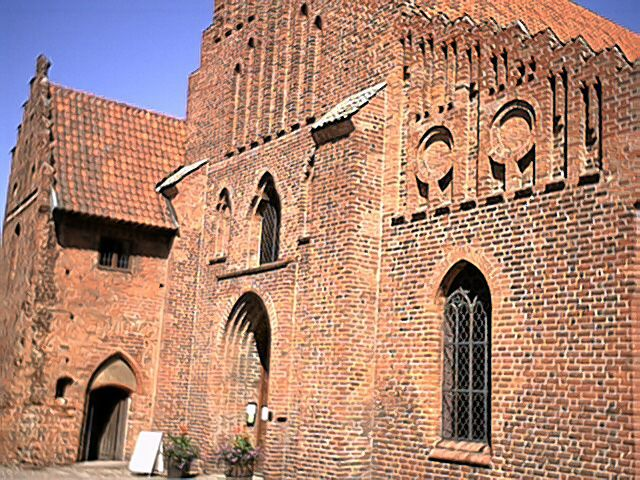
Kościół św. Piotra.

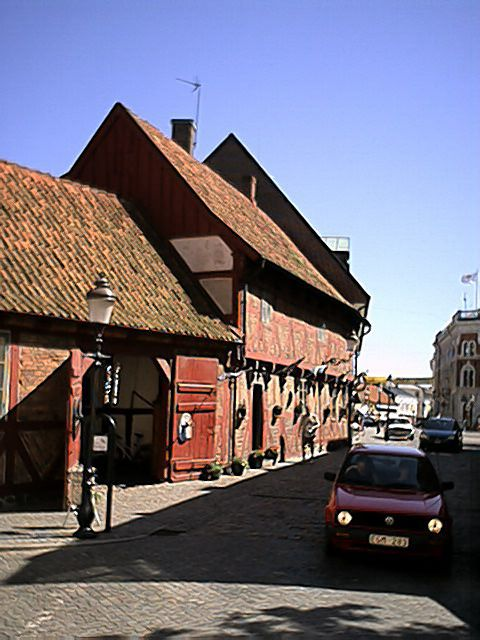
Średniowieczna zabudowa

Ystad – miasto w południowej Szwecji, siedziba władz administracyjnych gminy Ystad w regionie (szw. län) Skania (w krainie Skania), port nad Morzem Bałtyckim.
Liczy 18 350 mieszkańców (dane z 2010). Dla porównania w 1972 liczyło 23,9 tys. mieszkańców. Z tamtejszej bazy promowej wypływają promy do Rønne oraz do Świnoujścia. Ystad jest dla Świnoujścia miastem partnerskim od 1990. Średniowieczna (w większości XV i XVI-wieczna) zabudowa szachulcowa stanowi największy tego typu zespół w całej Skandynawii. Do cennych zabytków architektonicznych należą też ceglane, gotyckie kościoły Mariacki i św. Piotra. W mieście rozwinął się przemysł maszynowy, metalowy oraz spożywczy.

## Ystad jako miasto portowe
Miasto Ystad jest istotnym elementem infrastruktury transportowej Szwecji. Wraz z funkcjonującym tam morskim przejściem granicznym tworzy bardzo ważny dla transportu środkowoeuropejskiego – węzeł komunikacyjny. Łączy – poprzez połączenia morskie i lądowe – Skandynawię z Europą Środkową i Europą Południową oraz kraje bałtyckie z Europą Zachodnią.

### Połączenie promowe Świnoujście-Ystad
Połączenie promowe Świnoujście – Ystad istnieje od 1964. Linia ta rozwijała się prężnie przez następne lata, armatorzy polscy wprowadzali coraz to nowe promy na tej linii.
W październiku 2006 rozpoczęła się przebudowa portu w Ystad. Przebudowa ma kosztować 30 mln koron szwedzkich. Głębokości przy nabrzeżach w porcie Ystad wynoszą 7,2 m, a docelowo planowane jest pogłębienie portu do 8 metrów. Najbardziej odpowiednia głębokość, czyli 8,5-9 metrów jest niemożliwa do zrealizowania w basenie wewnętrznym z powodu zbyt płytkiego osadzenia stalowych ścianek nabrzeży. Rozpoczęto również rozmowy na temat uruchomienia w porcie centrum magazynowo-dystrybucyjnego.
Do 5 lutego 2007, czyli daty uruchomienia nowego połączenia przez operatora promowego Unity Line Świnoujście – Trelleborg, każdego dnia ze Świnoujścia do Ystad wypływało pięć polskich promów. Aktualnie na tej trasie przewoźnicy uruchamiają:
- promy operowane przez Unity Line:
  - MF Skania
  - MF Polonia
  - MF Jan Śniadecki
  - MF Kopernik
- promy operowane przez Polferries
  - MF Mazovia[7]
  - MF Varsovia

### Autostrada morska Świnoujście-Ystad
W styczniu 2007 zawiązało się konsorcjum firm, w skład którego weszły Zarząd Morskich Portów Szczecin i Świnoujście SA, miasto Ystad, Ystad Hamn Logistic AB, Polska Żegluga Bałtycka i Unity Line sp. z o.o. W Ministerstwie Gospodarki konsorcjum złożyło wspólną aplikację w ramach projektu „Autostrady Morskie”.
Celem aplikacji jest wpisanie morskiego połączenia promowego Szczecin-Świnoujście-Ystad do unijnego programu „Autostrad Morskich”. Status taki daje przewagę w dostępie do funduszy unijnych (TEN, Marco Polo, ERDF, INTERREG, Fundusz Spójności), ma także dla obu portów znaczenie marketingowe.

## Ystad w literaturze
Ystad jest jednym z głównych miejsc akcji cyklu powieści detektywistycznych szwedzkiego pisarza Henninga Mankella (ur. 1948). To właśnie w tym mieście, przy ul. Mariagatan, mieszka główny bohater cyklu – prowincjonalny komisarz śledczy Kurt Wallander.